# Zenit (fotoaparát)

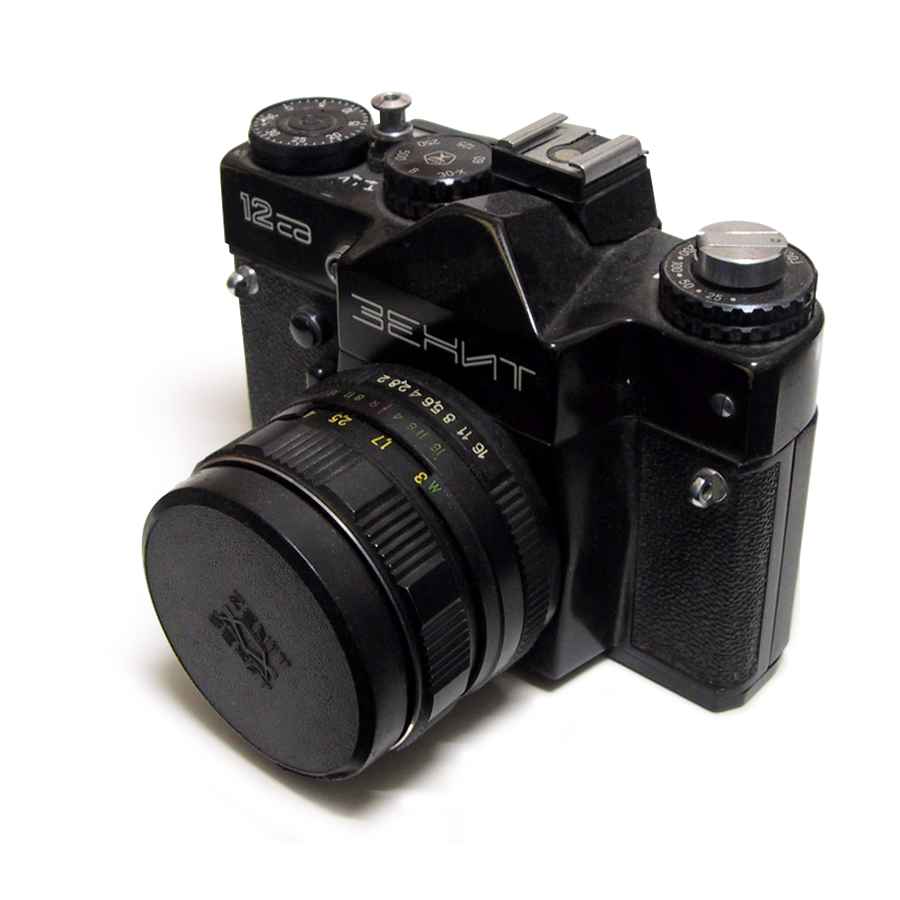
Zenit 12

Zenit (rusky: Зенит) je značka ruských (původně sovětských) fotoaparátů, které byly vyráběny firmou KMZ ve městě Krasnogorsk blízko Moskvy od roku 1952 a firmou BelOMO v Bělorusku od roku 1970. Ochranná známka Zenit je spojována zejména s 35 mm jednookými zrcadlovkami .

## Modely fotoaparátů

### Rané modely

#### Spodní zakládání filmu
- Zenit (1953–56)
- Zenit-S (S je zkratka pro synchronizovaný blesk, 1955–61)
- Zenit-3 (1960–62)

#### Zadní zakládání filmu
- Kristall / Crystal (1961–62)
- Zenit-3M (1962–70)

### Zenit-4 – řada poloautomatických fotoaparátů
- Zenit-4
- Zenit-5
- Zenit-6

### Řada fotoaparátů Zenit-E

#### Modely se selenovým expozimetrem
- Zenit-E

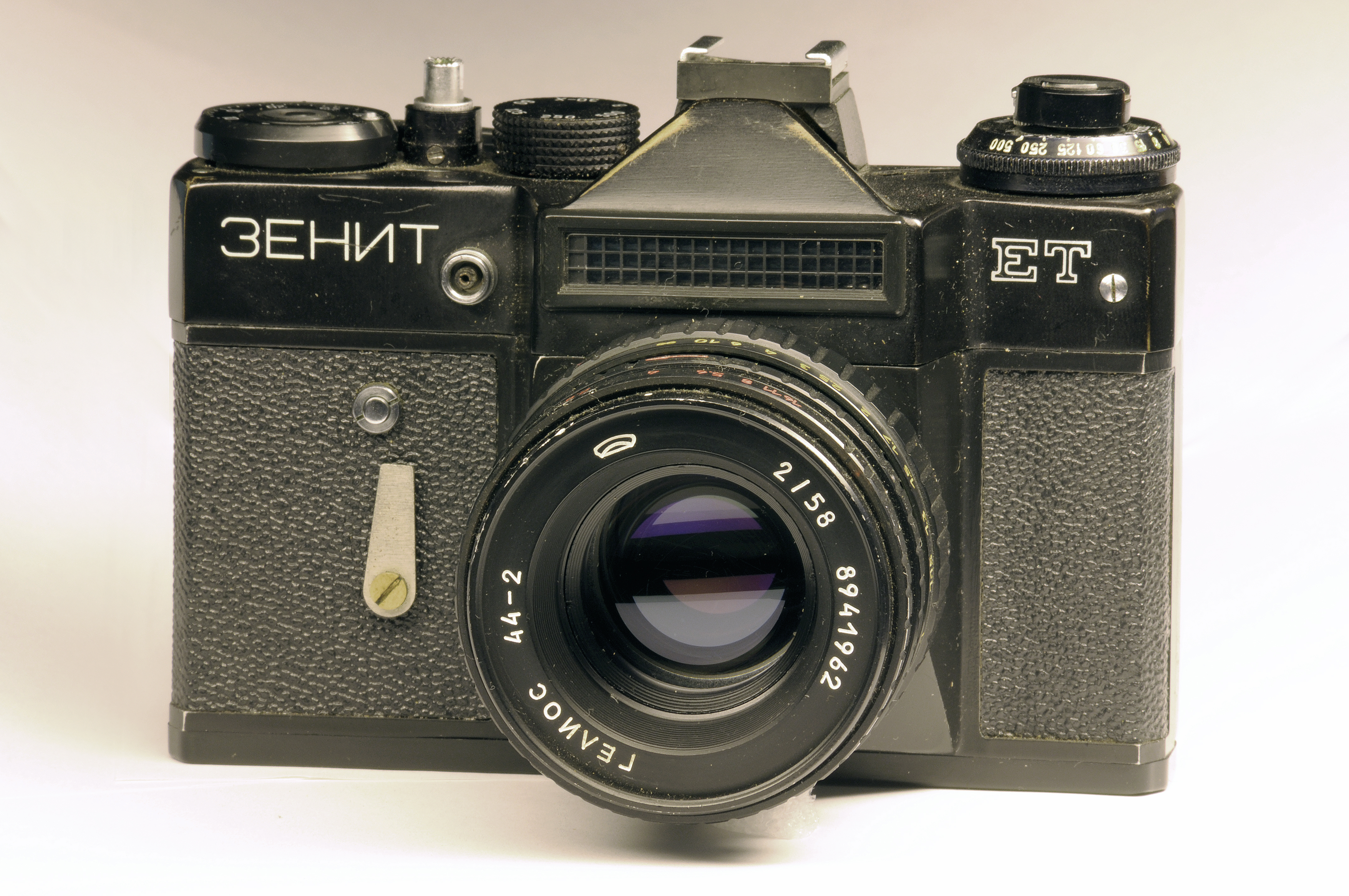
Zenit ET s objektivem Helios 44–2

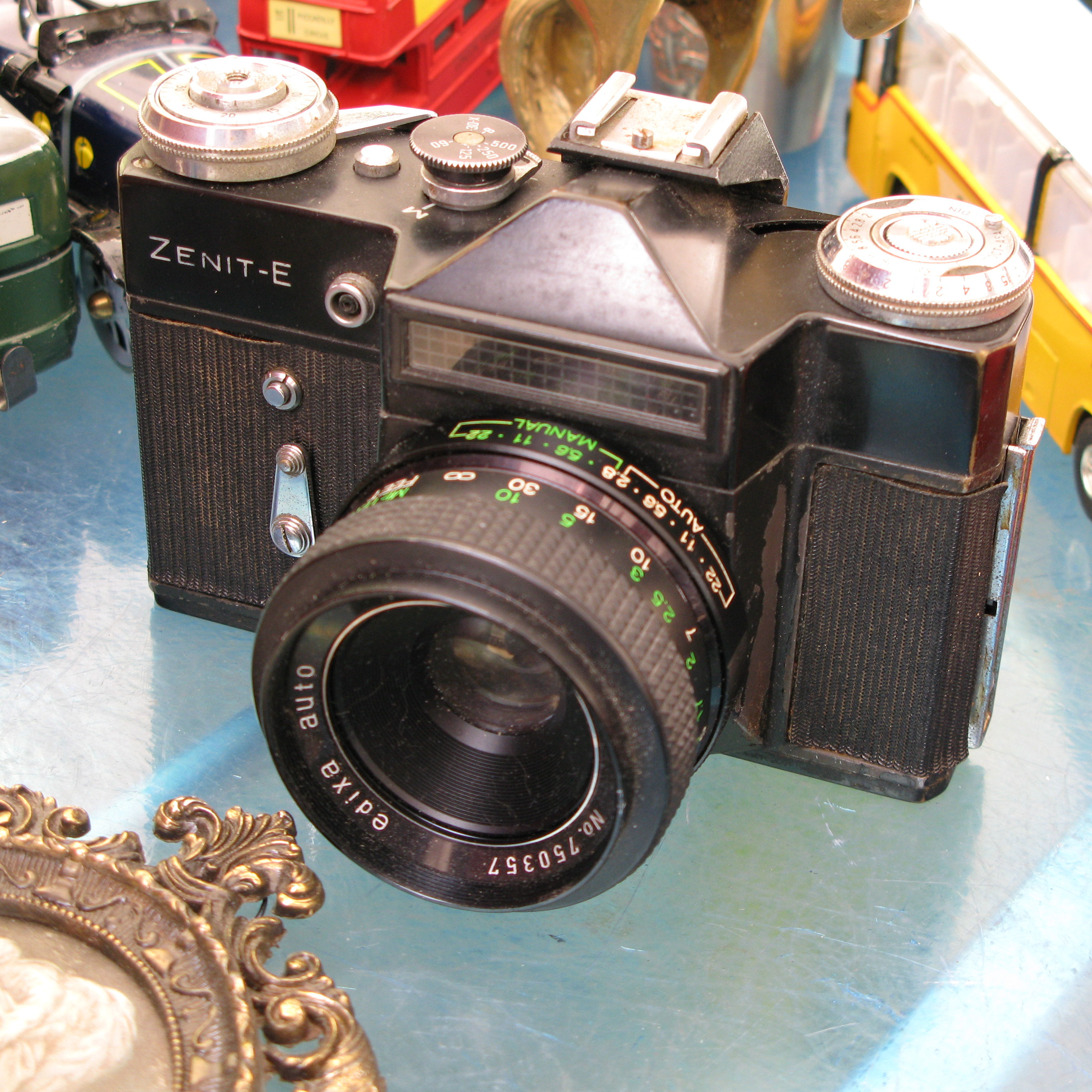
Zenit-E

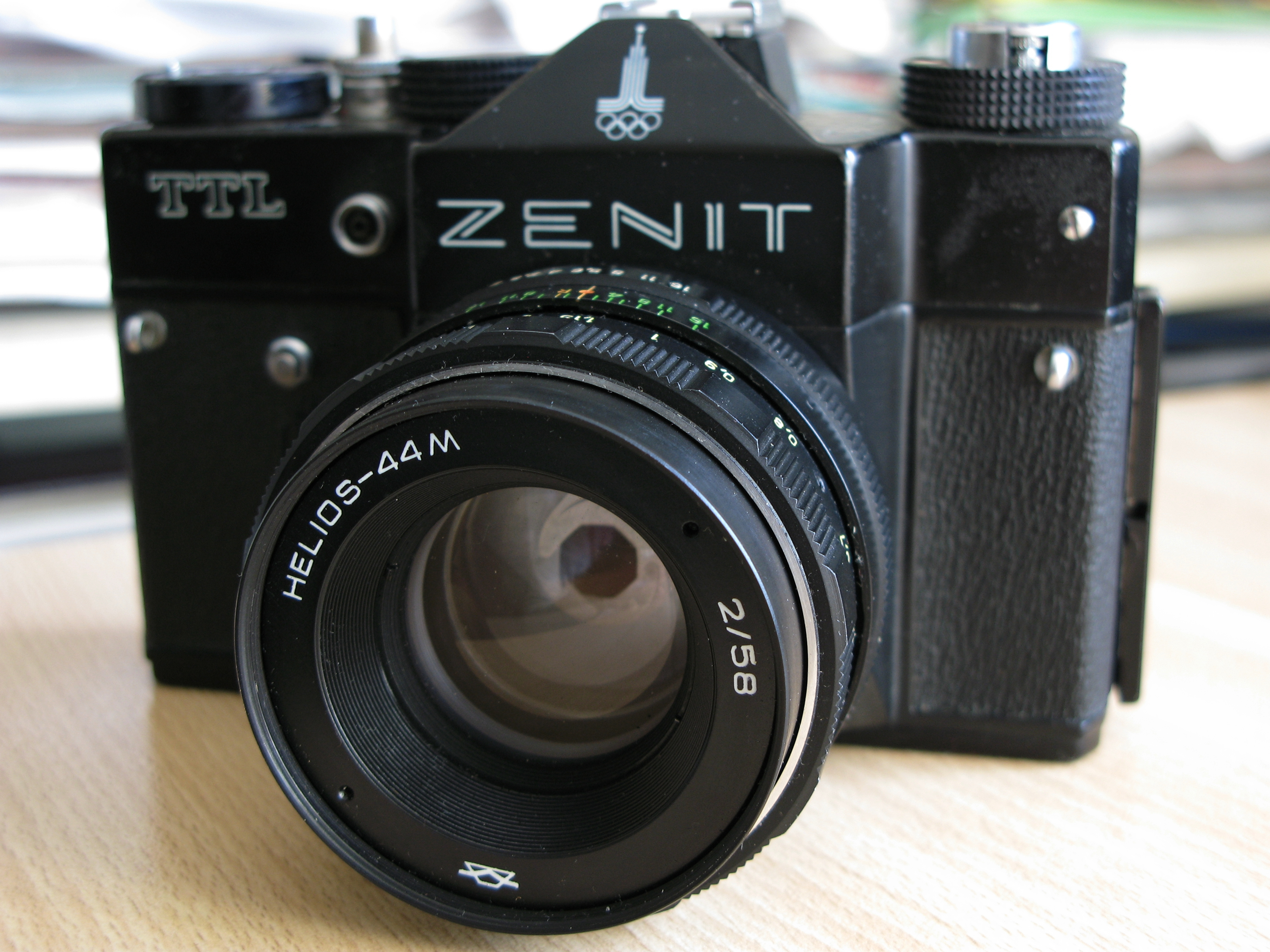
Zenit TTL

- Zenit-EM, vyráběný mezi lety 1972–1984 firmou KMZ.
- Zenit-ET
- Zenit-10
- Zenit-11

#### Modely bez selenového expozimetru
- Zenit-V, známý také jako Zenit-B (identický s modelem Zenit-E, ale bez expozimetru)
- Zenit-VM, známý také jako Zenit-BM (identický s modelem Zenit-EM, ale bez expozimetru)

#### Fotoaparáty s měřením přes objektiv a se závitem M42
- Zenit-TTL
- Zenit-12
- Zenit-12xp, Zenit-12sd
- Zenit-122

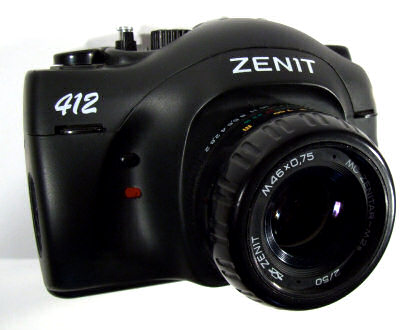
Zenit 412, jeden z posledních modelů

- Zenit-122V, známý také jako Zenit-122B
- Zenit-312m
- Zenit-412DX
- Zenit-412LS

#### Fotoaparáty s měřením přes objektiv a se závitem Pentax K
- Zenit-122K
- Zenit-212K

### Fotoaparáty s nestandardními závity
- Start
- Zenit-7
- Zenit-D

### M42 poloautomatické fotoaparáty
- Zenit-16
- Zenit-19
- Zenit-18
- Zenit-MT-1 Surprise (půl-obrazová varianta Zenit-19)

### Zenit-Ax řada (fotoaparáty se závitem Pentax K)

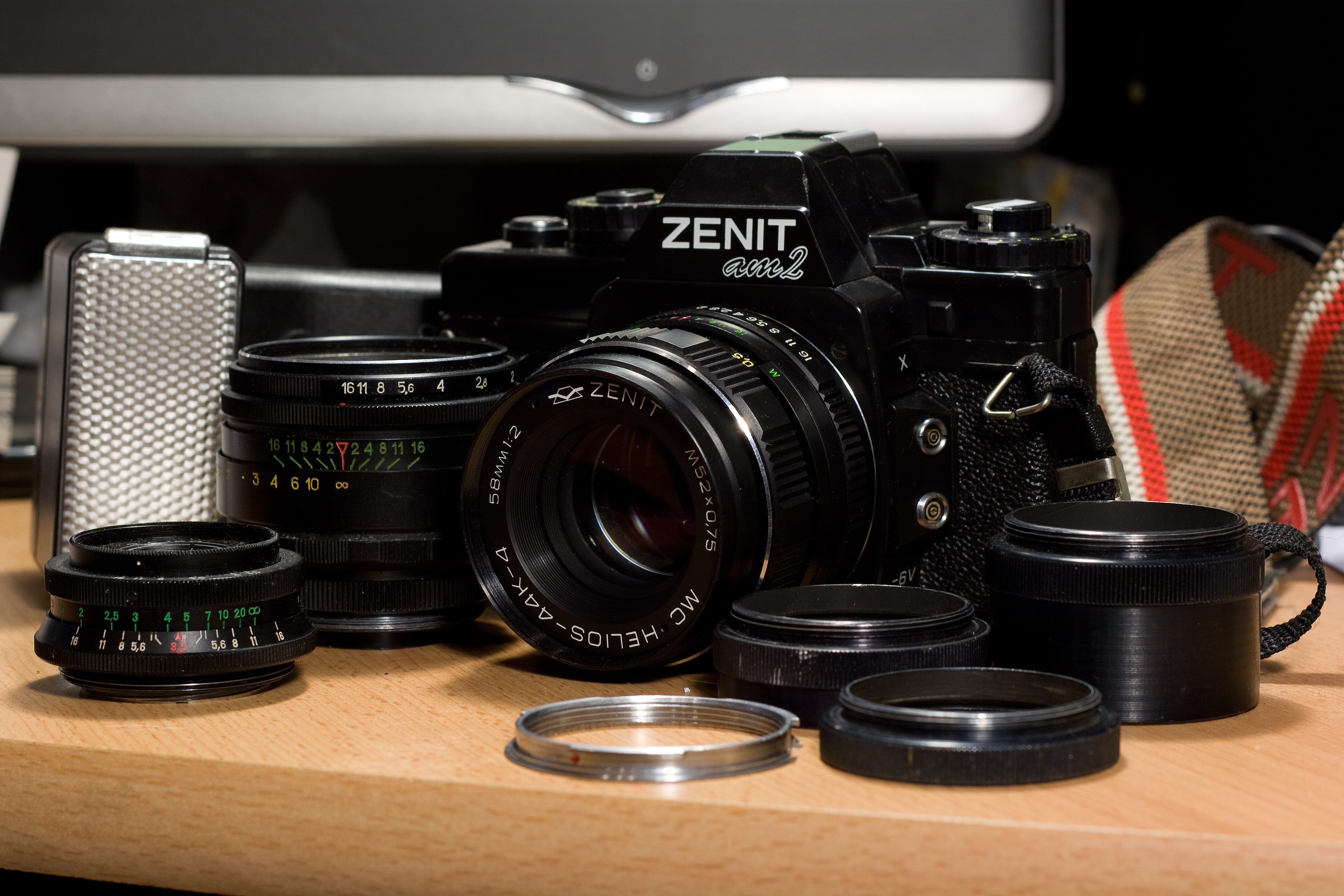
fotoaparát Zenit-AM-2 s příslušenstvím

- Zenit-Automat, známý také jako Zenit-Auto
- Zenit-AM
- Zenit-AM2
- Zenit-APM
- Zenit-APK
- Zenit-KM
- Zenit-KM plus

### FotoSniper

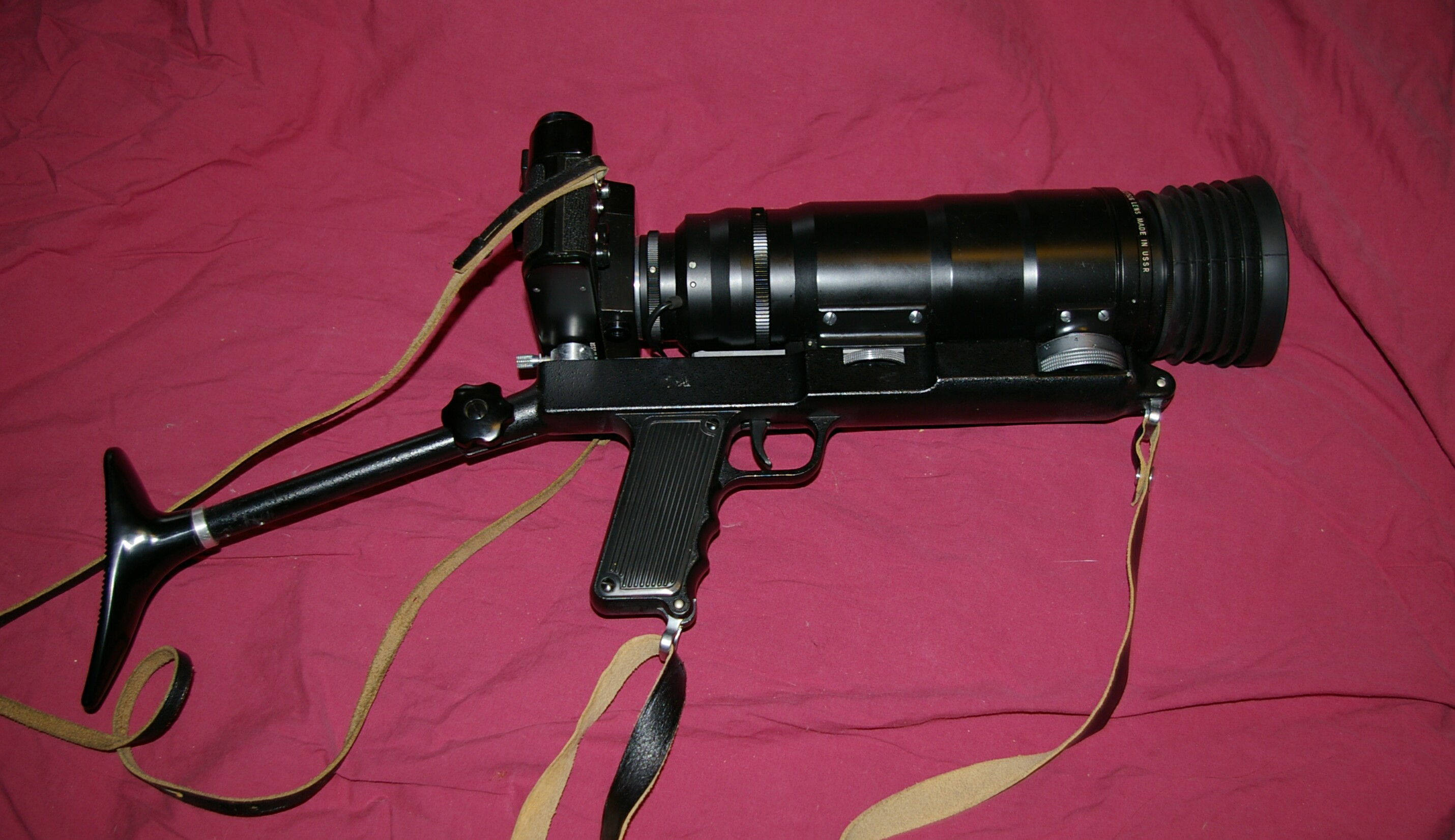
Photosniper 12S

Zvláštností v řadě fotoaparátů Zenit je takzvaná souprava FotoSnaiper (nebo Photosniper), která obsahuje obal (buď kožený nebo kovový), pažbu, filtry, 300 mm F4.5 objektiv Tiar-3, normální objektiv a Zenit připevněný k pažbě. Tento typ fotoaparátu se drží stejným způsobem jako puška; proto název „Fotosniper“.

#### Sériové modely
- FS-2 (s tělem fotoaparátu FED RF)
- FS-3 (s tělem fotoaparátuZenit-E)
- FS-12 (s tělem fotoaparátu Zenit-12, Zenit-TTL)
- FS-12–3 (s tělem fotoaparátu Zenit-12xp)
- FS-122 (s tělem fotoaparátu Zenit-122)
- FS-412 (s tělem fotoaparátu Zenit-412DX)

#### Modely s nízkou produkcí a prototypy
- FS-4
- FS-4M
- FS-5